# Албаредо Арнаболди
Албарѐдо Арнабо̀лди (на италиански: ALbaredo Arnaboldi, на местен диалект: Albared, Албаред) е село и община в Северна Италия, провинция Павия, регион Ломбардия. Разположено е на 62 m надморска височина. Населението на общината е 257 души (към 2017 г.).